# Kopalnia Węgla Kamiennego Saturn

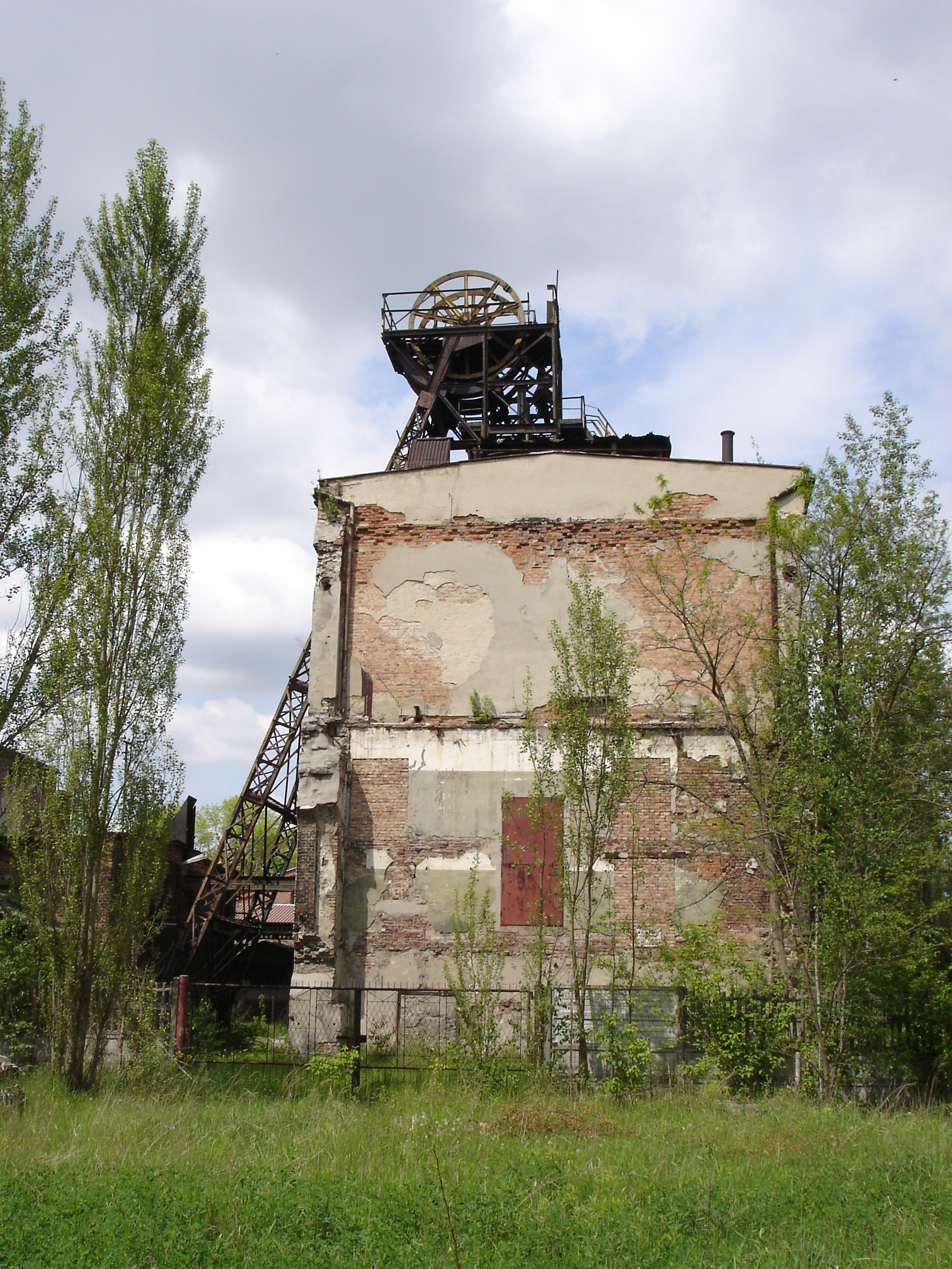
Wieża wyciągowa przedziału klatkowego szybu I (2017)

Kopalnia Węgla Kamiennego Saturn (w latach 1950–1990 „Czerwona Gwardia”) – kopalnia węgla kamiennego w Czeladzi na terenie Zagłębia Dąbrowskiego działająca w latach 1887–1997. W dawnej kopalnianej elektrowni po rewitalizacji powstała „Galeria Sztuki Współczesnej Elektrownia” a obiekt stał się elementem Szlaku Zabytków Techniki Województwa Śląskiego.

## Historia

### Do I wojny światowej
Kopalnia powstała na terenie folwarku plebańskiego w Czeladzi, który kupił w roku 1869 warszawski adwokat – Ludwik Kozłowski. Tenże, ok. 1872 r., rozpoczął poszukiwania węgla kamiennego, na który natrafił na głębokości 122 m. Dwa lata później sprzedał ten majątek księciu Christianowi Hohenlohe, który kontynuował dalsze poszukiwania węgla, docierając około 1880 r. do bardziej wydajnych pokładów na poziomie 150 m. Dzięki temu kopalnia osiągnęła 2,6 tys. ton wydobycia. W następnych latach produkcja wzrastała, dochodząc w 1898 roku do 400 tys. ton. Kopalnia otrzymała pompy i maszyny wyciągowe z napędem parowym, a w tym czasie pracowało w niej 1160 robotników, z czego 887 pod ziemią.
Książę Hohenlohe planował utworzyć Towarzystwo Akcyjne Górniczo-Przemysłowe „Saturn” i ponoć prace nad tym projektem były mocno zaawansowane, ale nie ma informacji z jakiego powodu zrezygnował z tego projektu. Być może dlatego, że pojawiła się grupa łódzkich fabrykantów (Karol Wilhelm II Scheibler, dr Alfred Biedermann, Edward Herbst, Juliusz Kunitzer oraz prawnik i ekonomista Jan Alfons Surzycki), którzy, aby uniezależnić się od wahań i wysokości cen śląsko-górnośląskiego węgla dyktowanych przez właścicieli kopalń i tym samym obniżyć koszty produkcji swoich fabryk, postanowili kupić kopalnię w Czeladzi. W tym celu utworzyli 13 lutego 1899 r. Konsorcjum „Saturn”.
Kontrakt w tej sprawie pomiędzy księciem a Konsorcjum został podpisany 21 lutego 1899 roku. Z dniem 1 kwietnia tegoż roku Konsorcjum przejęło kopalnię „Saturn” mianując dyrektorem kopalni swojego pełnomocnika – inż. Hieronima Kondratowicza.
Według ówczesnego stanu prawnego Cesarstwa Rosyjskiego konsorcjum było wymagalną formą wstępną do utworzenia spółki/towarzystwa akcyjnego, co mogło nastąpić po minimum rocznej działalności z pozytywnym wynikiem ekonomicznym.
Ustawę/Statut Towarzystwa Akcyjnego Górniczo-Przemysłowego „Saturn” car Mikołaj II zatwierdził 3 lipca 1900 roku. W oparciu o nią, 29 września 1900 r., odbyło się zebranie założycielskie, na którym powołana została Rada Zarządzająca w składzie: dr Alfred Biedermann, Juliusz Teodor Heinzel, Edward Herbst, Juliusz Kunitzer, Stanisław Reicher i Karol Wilhelm II Scheibler. Na zastępców członków Rady zostali powołani: Paweł Linke (dyrektor zakładów ks. Christiana Krafta zu Hohenlohe-Öhringen) oraz Jan A. Surzycki, mianowany ponadto pełnomocnikiem Rady. Prezesem Rady został wybrany Karol Wilhelm II Schiebler, a wiceprezesem – dr Alfred Biedermann. Kapitałem założycielskim Towarzystwa były walory wniesione przez Konsorcjum „Saturn” w wysokości 5 mln rubli, podzielonych na 10 tys. akcji po 500 rb każda.
Towarzystwo „Saturn” było jednym z nielicznych przedsiębiorstw zagłębiowskich prezentujących kapitał krajowy. Jednocześnie było jedyną tego rodzaju inicjatywą na terenie Królestwa Polskiego o charakterze antymonopolowym.

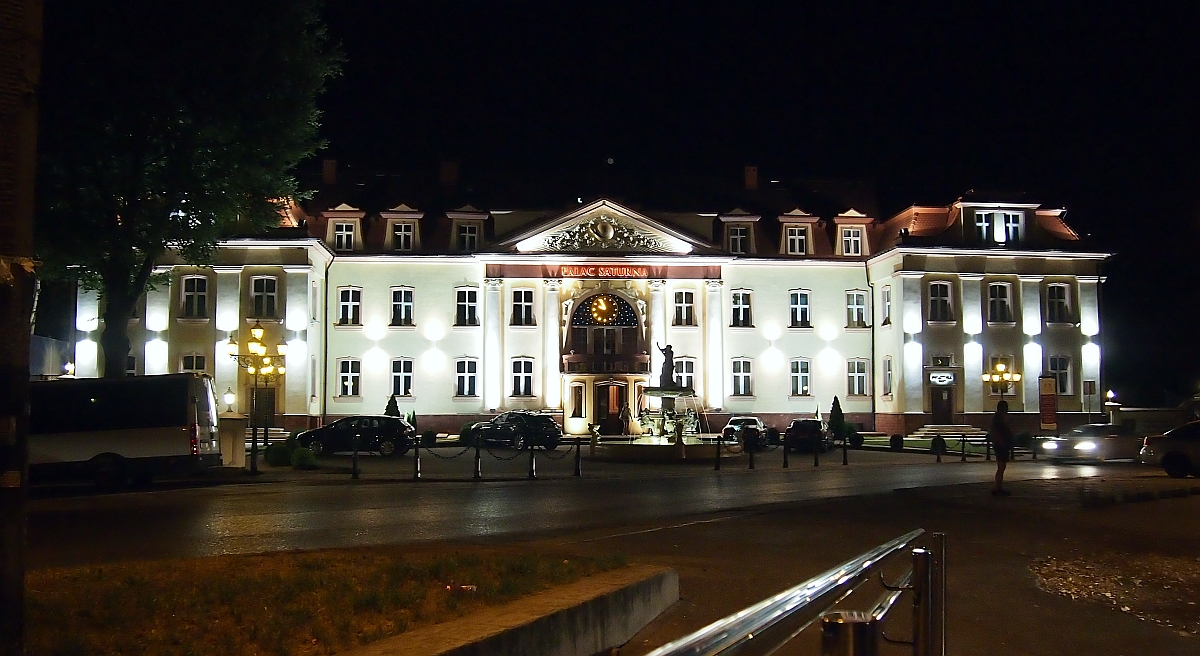
Budynek Tow. „Saturn” w Czeladzi, obecnie „Pałac Saturna” Spa, ul. Dehnelów 2

Początkowo siedziba zarządu Towarzystwa mieściła się w Łodzi przy ul. Spacerowej (obecnie al. T. Kościuszki) 17, a w 1906 r. została przeniesiona do Czeladzi, do siedziby specjalnie zbudowanej w tym celu (przekształcona w zespół hotelowo-konferencyjno-rekreacyjny „Pałac Saturn – Termy Rzymskie”).
Dyrektorem kopalni Towarzystwa „Saturn” pozostał inż. Hieronim Kondratowicz, przed przyjęciem tej funkcji przez 12 lat pełniący obowiązki inżyniera okręgowego w Zagłębiu Dąbrowskim. W 1906 r. ustąpił ze stanowiska dyrektora i został powołany do rady zarządzającej „Saturna”. Jego miejsce zajął Alfons Surzycki, a kierownictwo techniczne kopalni powierzono jej dotychczasowemu zawiadowcy – inż. Janowi Brzostowskiemu. Przedsiębiorstwo rozwijało się pomyślnie, wykazując do I wojny światowej duże zyski, dostarczając na rynek Królestwa Polskiego, głównie do Łodzi, 12% jego zapotrzebowania na węgiel.
W 1904 r. pogłębiono I szyb do poziomu 188 m, poza tym przebito szyby pomocnicze „Hieronim”, „Aleksander” i „Antoni”. W tym samym roku rozpoczęto modernizację odwadniania sprowadzając pompy odśrodkowe z elektrycznym napędem, a w kilka lat później zelektryfikowano też maszyny wyciągowe na szybach I i II. W 1911 r. zakończono prowadzoną w kilku etapach modernizację i mechanizację sortowni. Rok później na niektórych trasach wprowadzono podziemny przewóz elektryczny. Wszystko to stawiało kopalnię na jednym z pierwszych miejsc w Zagłębiu pod względem nowoczesności. Jej wydobycie doszło w 1910 r. do 666 tys. ton, a w 1913 r. do 833 tys. ton. Ułatwieniem dla zbytu była budowa bocznicy kolejowej łączącej kopalnię z siecią Kolei Warszawsko-Wiedeńskiej.
Z kopalni „Saturn” pochodził dynamit – dostarczony przez członka PPS, sztygara Dehnela – z którego wykonano ładunki wybuchowe użyte w akcji Organizacji Bojowej PPS na pociąg pod Bezdanami we wrześniu 1908 r. w wyniku której zdobyto 200 tys. rubli, które posłużyły znakomicie dla rozwoju działalności PPS. Pojechała po niego i przywiozła go do Warszawy Aleksandra Szczerbińska, późniejsza 2. żona Józefa Piłsudskiego
Załoga kopalni osiągnęła w 1913 r. liczbę 2270 osób. Na potrzeby załogi zbudowano domy mieszkalne dla robotników i urzędników oraz szkoły, utrzymywano też szpital i dwa ambulatoria. W gmachu wybudowanej w 1908 r. gospody otwarto w 3 lata później „Dom Ludowy” dla pracowników wraz z biblioteką i czytelnią. W samej kopalni już w 1903 r. zbudowano łaźnię dla załogi. W 1906 r. przy kopalni miało też początkowo swoją siedzibę Towarzystwo Gimnastyczne „Sokół” w Czeladzi, które przez cały okres międzywojenny było sponsorowane przez zakład. Od 1908 r. zaczęto zaopatrywać górników pracujących pod ziemią w sztywne skórzane kapelusze, które miały ich chronić przed urazami głowy.
Po zakończeniu I wojny światowej rozwój kopalni odbywał się pod znaczącym kierownictwem łódzkiego fabrykanta Alfreda Biedermanna, który w niejasnych okolicznościach porzucił działalność w Łodzi, szczególnie na rzecz funkcjonowania i rozwoju miejskiej i podmiejskiej komunikacji tramwajowej.

### Po II wojnie światowej

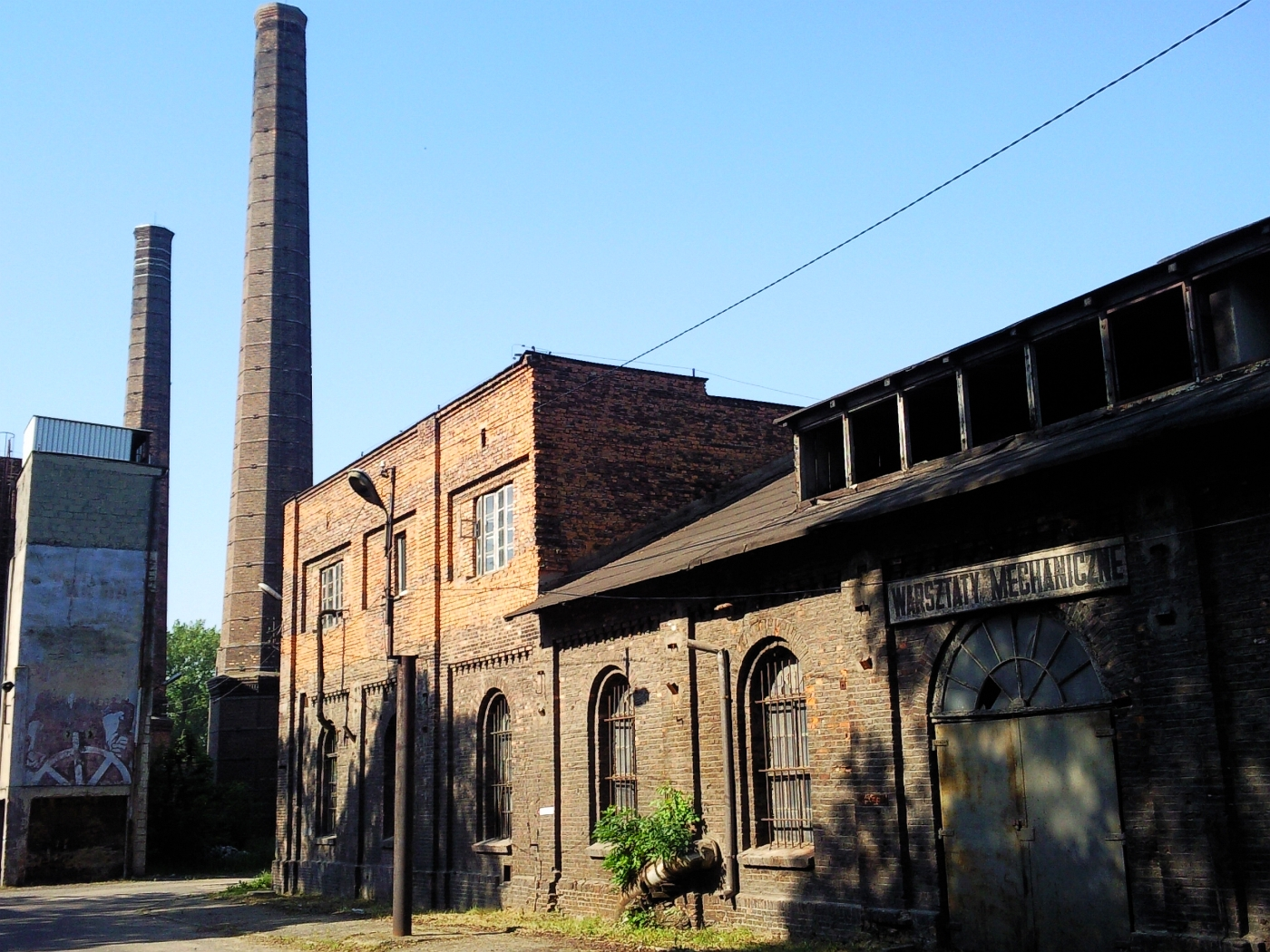
Warsztaty mechaniczne, fot. 2012 r.

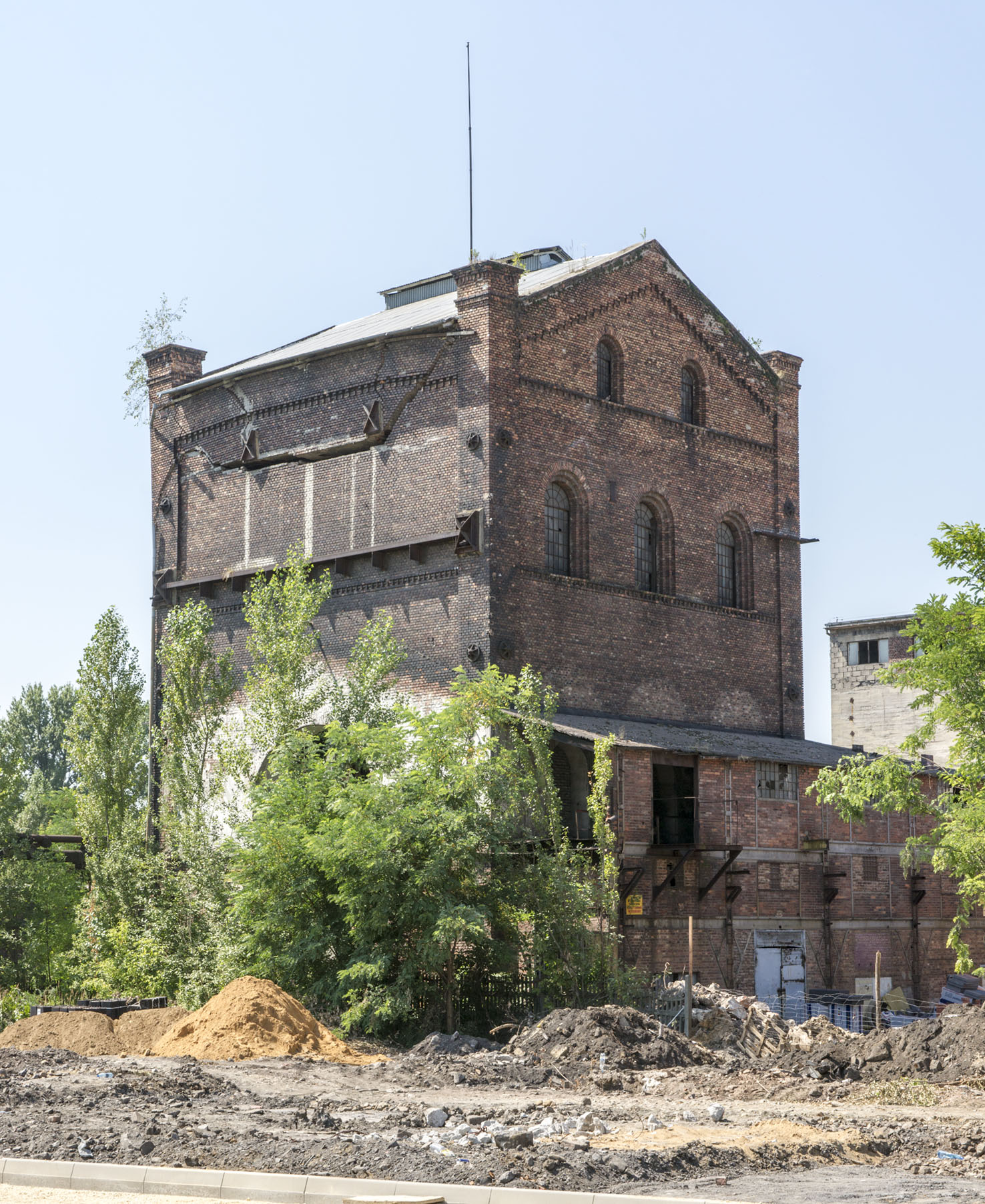
Wieża wyciągowa szybu II (2013)

W 1950 r. zmieniono nazwę kopalni na KWK „Czerwona Gwardia”. Z dniem 1 stycznia 1973 r. kopalnie „Milowice” i „Czeladź” zostały połączone, przyjmując nazwę KWK „Milowice-Czeladź”. 1 stycznia 1976 roku przyłączono ją do kopalni „Czerwona Gwardia”. Z dniem 1 stycznia 1990 r., nazwę zmieniono na „Saturn”.
Po 1990 r. Kopalnia Węgla Kamiennego „Saturn”, jako przedsiębiorstwo państwowe, podlegało procesowi przekształceń własnościowych. W tym celu 1 stycznia 1992 r. została postawiona w stan likwidacji. Stan prawnej likwidacji zakończono 28 lutego 1993 r., a 1 stycznia 1997 r. KWK „Saturn” stała się, zgodnie z decyzją Rady Ministrów, jednoosobową spółką Skarbu Państwa o szczególnym znaczeniu dla gospodarki państwa. 31 grudnia 1997 r. postawiono spółkę KWK „Saturn” SA w stan likwidacji, która zakończyła się 31 grudnia 1998 r., a 21 sierpnia 2000 r. KWK „Saturn” SA, wraz z likwidowanymi kopalniami KWK „Sosnowiec” SA, KWK „Jan Kanty” SA, KWK „Porąbka Klimontów” SA i KWK „Żory” SA w likwidacji, weszła w skład nowo utworzonej Spółki Restrukturyzacji Kopalń SA

### Współczesność

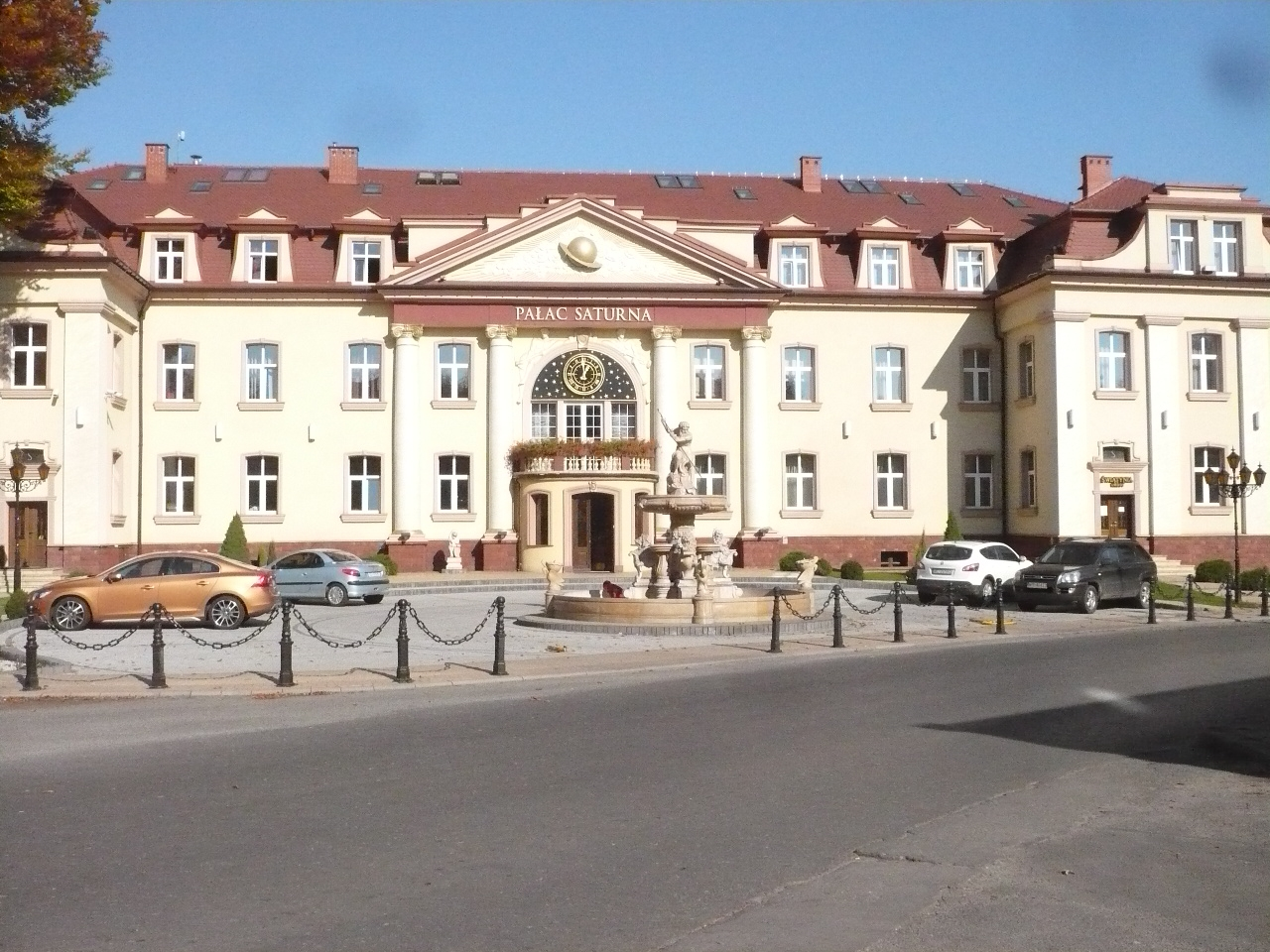
„Pałac Saturna” – Termy Rzymskie, widok ogólny; X 2012

Dawna kopalnia „Saturn” jest elementem śląskiego Szlaku Techniki jako Galeria Sztuki Współczesnej Elektrownia. Elektrownia to jeden z nielicznych obiektów, będący świadkiem złotego wieku kopalni „Saturn”. Jej wnętrze przypomina czasy maszyn parowych i pierwszych urządzeń elektrycznych. Istnieje m.in. parowy wyciąg szybowy z 1897 r., który tłoczył powietrze dla pracujących pod ziemią górników. W 1958 r. rozdzielnię przebudowano, instalując na osi wału bębna linowego dwa silniki elektryczne. Pozwoliło to na eksploatację urządzenia zarówno na napędzie elektrycznym, jak i parowym. Dzięki temu maszyna zachowała się w niemal niezmienionym stanie. Na terenie kopalni zachowały się również wieże szybu I (przebudowana wieża typu Malakov; zachowała się zastrzałowa wieża jednego z przedziałów, druga została rozebrana) oraz II (Malakov) wraz z maszynowniami. Zachowały się maszyny wyciągowe obydwu szybów – dla szybu I dawniej parowy wyciąg szybowy z 1897 r., przebudowany w 1958 r. (zainstalowano na osi wału bębna linowego dwa silniki elektryczne) oraz elektryczna maszyna szybu II.
W budynku głównym dyrekcji kopalni, a wcześniej zarządu Towarzystwa „Saturn”, powstało centrum hotelowo-konferencyjne „Pałac Saturna”, a w jego podziemiach powstał kompleks saunowo-basenowy „Termy Rzymskie”.
W 2023 została zakończona rewitalizacja budynku cechowni, w którym planowane jest uruchomienie Muzeum Zagłębiowskiego Górnictwa Węglowego, a w kolejnym budynku planowane jest utworzenie krytej pływalni.
Dla upamiętnienia działalności łódzkich przemysłowców w kopalni „Saturn” w jej pobliżu dwóm ulicom nadano nazwy: Karola Scheiblera i Alfreda Biedermana.